# Besencens
Besencens (Bezinssin  en patois fribourgeois) est une localité et une ancienne commune suisse du canton de Fribourg, située dans le district de la Veveyse.

## Histoire
Besencens fit partie de la seigneurie d'Oron, puis, lors de l'extinction des Oron en 1388, devint possession des comtes de Gruyère. Restée catholique, la localité de Besencens passa en 1554 sous la suzeraineté de Fribourg, relevant du bailliage (jusqu'en 1798), puis du district de Rue jusqu'en 1848. Besencens et Fiaugères formèrent une seule commune avant de se séparer en 1763, les bourgeois d'alors et leurs descendants conservèrent cependant le droit de bourgeoisie dans les deux communes. L'ancienne commune relève de la paroisse de Saint-Martin. L'activité principale est encore l'élevage : 62% de la population active dans le secteur primaire en 1990.
Le 1er janvier 2004, Besencens fusionne avec ses voisines de Fiaugères et Saint-Martin pour former la commune de Saint-Martin.

## Démographie
Besencens comptait 126 habitants en 1811, 164 en 1850, 173 en 1870, 154 en 1900, 140 en 1950, 95 en 1980, 151 en 2000.

## Référence
1. ↑  https://hls-dhs-dss.ch/fr/articles/001043/2016-09-27/